# Axyris sphaerosperma
Axyris sphaerosperma är en amarantväxtart som beskrevs av Fisch. och Carl Anton von Meyer. Axyris sphaerosperma ingår i släktet amarantmållor, och familjen amarantväxter. Inga underarter finns listade i Catalogue of Life.